# Економіка Іраку
Ірак — аграрно-індустріальна країна. На початку XXI ст. Ірак був країною з регульованою державою капіталістичною економікою, основа якої — видобуток нафти. Держ. сектор повністю контролював нафтову промисловість і енергетику. Високорозвинуті такі галузі промисловості, як нафтовидобувна, нафтопереробна, газова, цементна, металургійна, електроенергетика, машинобудування та ін. Є завод з виробництва двигунів, азотних добрив, сільськогосподарських машин, а також електротехнічний і металургійний заводи, фабрика з виробництва верхнього одягу, кустарні промисли. У сільському господарстві переважає екстенсивне землеробство. Головні продовольчі культури — пшениця, ячмінь, рис, овочі, цитрусові, тютюн, бавовна. Розводять велику рогату худобу, овець, кіз. У країні ведуться роботи з іригації та механізації сільськогосподарського виробництва, а також створення великих агропромислових комплексів. Транспорт: автомобільний, морський, річковий, частково — залізничний, розвинений трубопровідний. Основні іракські порти в Перській затоці — Басра, Умм-Каср, Фао і Ез-Зубайр. Річковий порт — Багдад. У країні є два міжнародних аеропорти — в Багдаді і Басрі і понад 100 місцевих летовищ (в Хадіті, Кіркуці, Мосулі та інш.).

## Історія
У 1970-ті роки великі прибутки держави від експорту нафти дозволяли фінансувати динамічне зростання і модернізацію економіки країни. Цей процес переривався через військові дії в зоні Перської затоки в 1980–1988 і 1990–1991, переорієнтацію ресурсів на військові потреби і введення ембарго і економічних санкцій рішенням ООН, а також через падіння цін на нафту. У 1988 ВВП Іраку становив 57,6 млрд дол. США, або 3380 дол. на одну людину, а в 1994, за оцінками західних експертів — лише бл. 15 млрд дол., у 1999 ж зріс до 59,9 млрд дол. У середині 1990-х років бл. 40 % всіх зайнятих були зосереджені в сфері обслуговування, 30 % — в сільському господарстві, 10 % — в обробних галузях, ще 8 % в торгівлі і 2 % — в гірничодобувній промисловості.

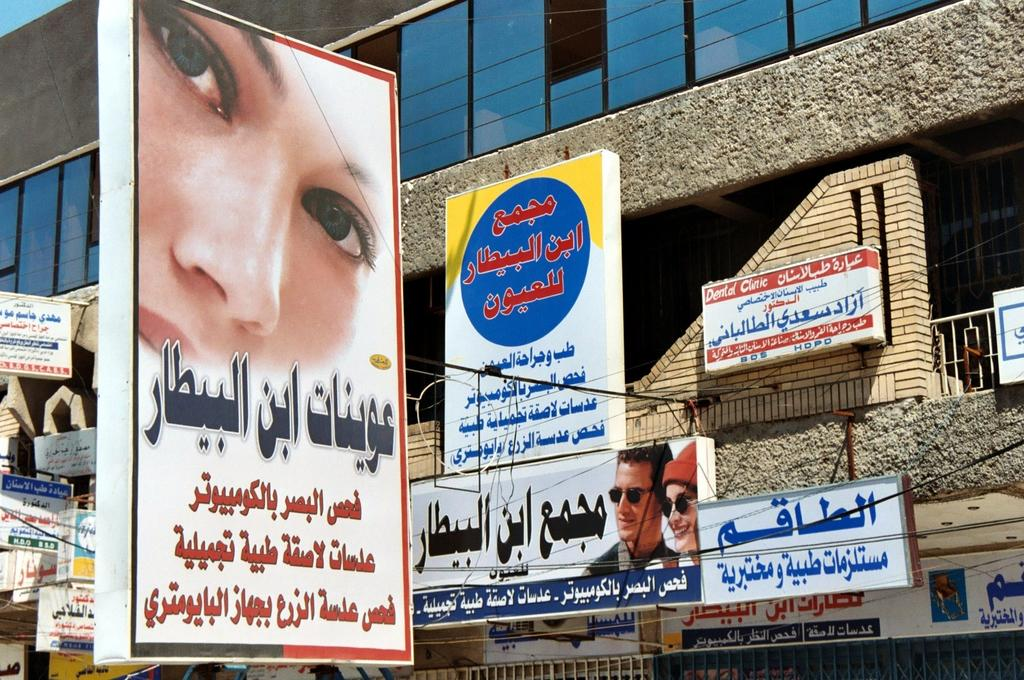
Реклама в Багдаді, квітень 2005

За даними [Index of Economic Freedom, The Heritage Foundation, U.S.A. 2001]: Темп зростання ВВП — 17 %. Імпортує товари з (1997): Австралії — 31,6 %, США — 11,7, Таїланду — 8,6 %, Китаю — 8,5 %. Експортує товари в (1997): Іспанію — 16,8 %, США — 15,6 %, Францію — 12,5 %, Італію — 8,0 %. Експорт: нафта, сировинні товари, продовольство, готові вироби та напівфабрикати. Імпорт: машини, устаткування і транспортні засоби, продовольство, товари широкого споживання.

## Промисловість
Крім нафтової важливі галузі державного сектора — металообробка, електроенергетика, газова, цементна, текстильна, електротехнічна і харчова промисловість, виробництво синтетичного волокна, збірка вантажних машин, автобусів і моторів. Більшість великих і високотехнологічних підприємств, побудованих переважно іноземними компаніями, знаходяться головним чином в околицях Багдада, в Мосулі і Басрі.

## Енергетика
Щорічно в Іраку виробляється 64 млрд кВт·год (2014) електроенергії, причому 92 % за рахунок переробки нафти і газу (2013), 7,6 % за рахунок використання гідроресурсів (2013).